# 宇田恒
宇田 恒（うだ つね、1904年（明治37年）9月2日 - 1983年（昭和58年）4月14日）は、昭和期の農業指導者、実業家、政治家。衆議院議員（2期）、広島県沼隈郡水呑村長、同水呑町長。
息子は広島県議会議員、福山市議会議員であった宇田哲郎。孫は広島県議会議員である宇田伸。

## 経歴
広島県出身。中央労働学園専門学校で学んだ。
水呑村会議員、同村農地委員会長、同村長、広島県会議員、水呑町長、広島県農業会理事、同県農産農業協同組合連合会理事、同県藺製品販売農業協同組合連合会長などを務めた。
1949年（昭和24年）1月の第24回衆議院議員総選挙で広島県第3区に民主自由党公認で出馬して当選し、第25回総選挙でも再選され、衆議院議員に連続2期在任した。その後、1953年（昭和28年）4月の第26回総選挙に立候補したが落選した。
その他、協和土建取締役、広島県薪炭取締役、丸八織物監査役、朝日タクシー社長、協和醤油社長、福山瓦斯（現福山ガス）社長、同会長などを務めた。
1979年（昭和54年）秋の叙勲で勲三等瑞宝章（勲八等からの昇叙）受章。